# Goran Jagodnik
Goran Jagodnik, (nacido el 23 de mayo de 1974 en Koper, Eslovenia) es un exjugador de baloncesto esloveno. Con 2.03 de estatura, su puesto natural en la cancha era el de ala-pívot. 

## Trayectoria
- Koper (1991–1994)
- KD Hopsi Polzela (1994–1999)
- Türk Telekom (1999–2000)
- Mydonose Kolejliler (2000–2001)
- Olympique Lausanne (2001)
- Lokomotiv Mineralnye Vody (2001–2002)
- Prokom Trefl Sopot (2002–2006)
- Dinamo Moscú (2006)
- Scafati Basket (2006)
- Anwil Włocławek (2007)
- KK Hemofarm (2007–2008)
- ČEZ Nymburk (2008–2009)
- Hopsi Polzela (2009)
- KK Hemofarm (2009–2010)
- KK Union Olimpija (2010–2012)
- KD Hopsi Polzela (2013-2014)
- KK Union Olimpija (2015)
- KD Ilirija (2015-2017)